# 33746 Sombart
33746 Sombart è un asteroide della fascia principale. Scoperto nel 1999, presenta un'orbita caratterizzata da un semiasse maggiore pari a 3,1381782 UA e da un'eccentricità di 0,1102663, inclinata di 17,80894° rispetto all'eclittica.